# Meyssiez
Meyssiez, anciennement Meyssiès, est une commune française située dans le département de l'Isère en région Auvergne-Rhône-Alpes.
Ses habitants sont dénommés les Meyssiards et les Meyssiardes.

## Géographie

### Situation et description
La commune, à vocation essentiellement rurale, est située dans le nord-ouest du département de l'Isère, entre les villes de Vienne, Bourgoin-Jallieu et Grenoble.

### Hydrographie
La commune est traversée par la Gère, un affluent du Rhône qui prend sa source dans la forêt de Bonnevaux, près de Lieudieu. Elle est bordée dans sa partie occidentale par deux affluents, le Girand (rg) et la Valaize (rd).

### Climat
Pour des articles plus généraux, voir Climat d'Auvergne-Rhône-Alpes et Climat de l'Isère.
En 2010, le climat de la commune est de type climat océanique altéré, selon une étude du Centre national de la recherche scientifique s'appuyant sur une série de données couvrant la période 1971-2000. En 2020, Météo-France publie une typologie des climats de la France métropolitaine dans laquelle la commune est dans une zone de transition entre le climat semi-continental et le climat de montagne et est dans la région climatique  Moyenne vallée du Rhône, caractérisée par un bon ensoleillement en été (fraction d’insolation > 60 %), une forte amplitude thermique annuelle (4 à 20 °C), un air sec en toutes saisons, orageux en été, des vents forts (mistral), une pluviométrie élevée en automne (250 à 300 mm). 
Pour la période 1971-2000, la température annuelle moyenne est de 11,4 °C, avec une amplitude thermique annuelle de 17,7 °C. Le cumul annuel moyen de précipitations est de 976 mm, avec 9,2 jours de précipitations en janvier et 6,7 jours en juillet. Pour la période 1991-2020, la température moyenne annuelle observée sur la station météorologique de Météo-France la plus proche, « Luzinay », sur la commune de Luzinay à 15 km à vol d'oiseau, est de 12,7 °C et le cumul annuel moyen de précipitations est de 928,1 mm,. Pour l'avenir, les paramètres climatiques de la commune estimés pour 2050 selon différents scénarios d'émission de gaz à effet de serre sont consultables sur un site dédié publié par Météo-France en novembre 2022.

### Voies de communications
La commune est traversée par la ligne LGV Rhône-Alpes mise en service en 1994 et qui assure le contournement de l'agglomération lyonnaise par l'est avant de rejoindre la gare de Valence TGV. Le tunnel de Meyssiez est situé sur le territoire de Meyssiez et de Cour-et-Buis.
Les gares ferroviaires les plus proches sont la gare du Péage-de-Roussillon et la gare de Vienne, située sur la ligne de Paris-Lyon à Marseille-Saint-Charles.

## Urbanisme

### Typologie
Au 1er janvier 2024, Meyssiez est catégorisée commune rurale à habitat dispersé, selon la nouvelle grille communale de densité à sept niveaux définie par l'Insee en 2022.
Elle est située hors unité urbaine. Par ailleurs la commune fait partie de l'aire d'attraction de Lyon, dont elle est une commune de la couronne,. Cette aire, qui regroupe 397 communes, est catégorisée dans les aires de 700 000 habitants ou plus (hors Paris),.

### Occupation des sols
L'occupation des sols de la commune, telle qu'elle ressort de la base de données européenne d’occupation biophysique des sols Corine Land Cover (CLC), est marquée par l'importance des territoires agricoles (54,2 % en 2018), en augmentation par rapport à 1990 (52,7 %). La répartition détaillée en 2018 est la suivante : 
forêts (41,5 %), terres arables (24,3 %), zones agricoles hétérogènes (22,5 %), prairies (7,4 %), zones industrielles ou commerciales et réseaux de communication (2,4 %), zones urbanisées (1,8 %). L'évolution de l’occupation des sols de la commune et de ses infrastructures peut être observée sur les différentes représentations cartographiques du territoire : la carte de Cassini (XVIIIe siècle), la carte d'état-major (1820-1866) et les cartes ou photos aériennes de l'IGN pour la période actuelle (1950 à aujourd'hui).

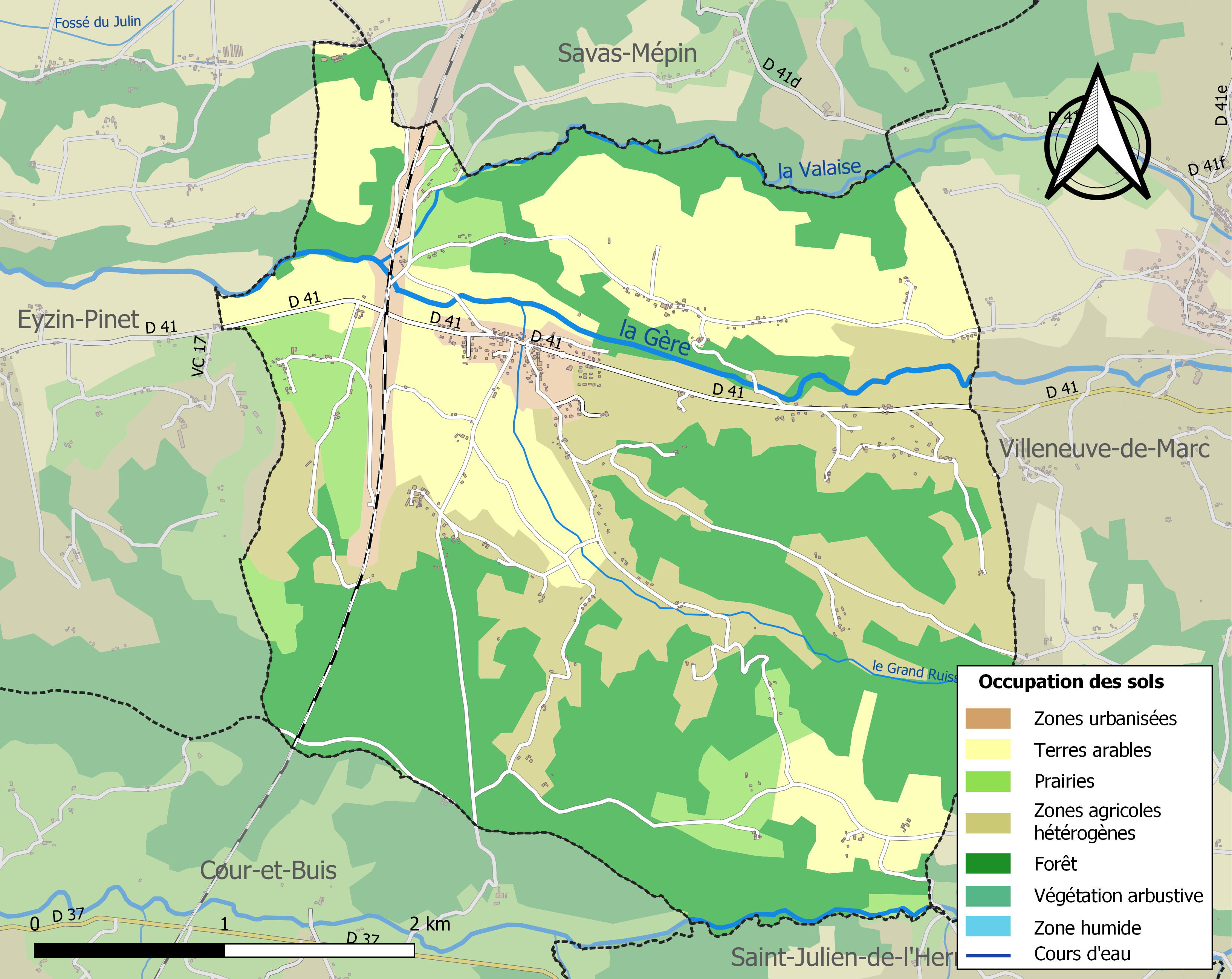
Carte des infrastructures et de l'occupation des sols de la commune en 2018 (CLC).

### Risques naturels et technologiques

#### Risques sismiques
L'ensemble du territoire de la commune de Meyssiez est situé en zone de sismicité n°3 (sur une échelle de 1 à 5), comme la plupart des communes de son secteur géographique.
| Type de zone | Niveau            | Définitions (bâtiment à risque normal) |
| ------------ | ----------------- | -------------------------------------- |
| Zone 3       | Sismicité modérée | accélération = 1,1 m/s2                |

## Toponymie
Le nom de la commune était Meyssiès jusqu'au 7 novembre 2013.
Le toponyme rappelle le mot latin messis: moissons.

## Histoire
En 1766, le Dictionnaire géographique, historique et politique des Gaules et de la France de l'abbé Expilly indique : « Meyssies, en Dauphiné, diocese & élection de Vienne, parlement & intendance de Grenoble. Ce village, cadastré avec Pinet, est à une lieue & demie de St. Jean-de-Bournay & 2 de Vienne. Il est situé sur une hauteur, en pays de bois & de pâturages. »

## Politique et administration

### Administration municipale
En 2020, le conseil municipal de Meyssiez est composé de quinze membres (huit femmes et sept hommes) dont un maire, quatre adjoints au maire et dix conseillers municipaux.

### Liste des maires
| Période                                  | Période   | Identité                     | Étiquette | Qualité       |
| ---------------------------------------- | --------- | ---------------------------- | --------- | ------------- |
| Les données manquantes sont à compléter. |           |                              |           |               |
| 1809                                     | 1826      | Nicolas Jas                  |           |               |
| 1826                                     | 1865      | Jean François Jérôme Mollard |           |               |
| 1866                                     | 1870      | Jean François Bovier         |           |               |
| 1870                                     | 1871      | Joseph Jas                   |           |               |
| 1871                                     | 1875      | Joseph Bardin                |           |               |
| 1875                                     | 1892      | Hippolyte Mollard            |           |               |
| 1892                                     |           | Auguste Jullien              |           |               |
| avant 1988                               | ?         | Francis Campo                |           |               |
| mars 2001                                | mars 2014 | Pierre Caillet               |           |               |
| mars 2014                                | 2020      | Stéphane Plantier            | SE        | Fonctionnaire |
| 2020                                     | En cours  | Charles Todaro               |           |               |

## Population et société

### Démographie
L'évolution du nombre d'habitants est connue à travers les recensements de la population effectués dans la commune depuis 1800. Pour les communes de moins de 10 000 habitants, une enquête de recensement portant sur toute la population est réalisée tous les cinq ans, les populations de référence des années intermédiaires étant quant à elles estimées par interpolation ou extrapolation. Pour la commune, le premier recensement exhaustif entrant dans le cadre du nouveau dispositif a été réalisé en 2005.

En 2022, la commune comptait 665 habitants, en évolution de +4,89 % par rapport à 2016 (Isère : +3,07 %, France hors Mayotte : +2,11 %).
| 1800 | 1806 | 1821 | 1831 | 1836 | 1841 | 1846 | 1851 | 1856 |
| ---- | ---- | ---- | ---- | ---- | ---- | ---- | ---- | ---- |
| 518  | 626  | 644  | 708  | 721  | 728  | 722  | 666  | 568  |

| 1861 | 1866 | 1872 | 1876 | 1881 | 1886 | 1891 | 1896 | 1901 |
| ---- | ---- | ---- | ---- | ---- | ---- | ---- | ---- | ---- |
| 590  | 597  | 590  | 589  | 538  | 528  | 549  | 502  | 501  |

| 1906 | 1911 | 1921 | 1926 | 1931 | 1936 | 1946 | 1954 | 1962 |
| ---- | ---- | ---- | ---- | ---- | ---- | ---- | ---- | ---- |
| 488  | 514  | 464  | 408  | 379  | 384  | 389  | 347  | 297  |

| 1968 | 1975 | 1982 | 1990 | 1999 | 2005 | 2006 | 2010 | 2015 |
| ---- | ---- | ---- | ---- | ---- | ---- | ---- | ---- | ---- |
| 300  | 288  | 440  | 484  | 535  | 613  | 616  | 602  | 619  |

| 2020 | 2022 | - | - | - | - | - | - | - |
| ---- | ---- | - | - | - | - | - | - | - |
| 639  | 665  | - | - | - | - | - | - | - |

### Enseignement
Rattachée à l'académie de Grenoble, l'école de Meyssiez est composée de deux bâtiments distincts : celui de la maternelle et celui de l'élémentaire.
D’un point de vue architectural, le bâtiment de l’école élémentaire est très emblématique. Situé au centre du village, il est resté inchangé depuis 130 ans. Des travaux de rénovation de ce bâtiment ont été réalisés pendant l'année 2020-2021 tout en conservant le style du bâtiment afin de conserver l’identité du village. Le groupe scolaire se nomme "École des Sources".

### Équipements culturel et sportif
La commune de Meyssiez dispose d'un terrain multisports de type citystade.

### Vie associative
- Le club des 3 vallées : Organisation d’activités pour les Séniors
- Club Omnisport
- Comité des fêtes 
- Arts et Histoire : Généalogie, Tête de l'Art, patrimoine, photos, arts des cartes
- Sou des écoles

### Médias
Historiquement, le quotidien à grand tirage Le Dauphiné libéré consacre, chaque jour, y compris le dimanche, dans son édition du Nord-Isère, un ou plusieurs articles à l'actualité du canton et quelquefois de la commune, ainsi que des informations sur les éventuelles manifestations locales, les travaux routiers, et autres événements divers à caractère local.

### Cultes
La communauté catholique et l'église de Meyssiez (propriété de la commune) dépendent de la Paroisse Sainte-Mère-Teresa en Viennois, elle-même rattachée au diocèse de Grenoble-Vienne.

## Culture locale et patrimoine

### Patrimoine architectural
- Le « tumulus de Meyssiez » est une motte féodale, (confirmé par des fouilles réalisées dans les années 1930)[23].
- Église Saint-André de Meyssiez.

### Patrimoine naturel
La forêt domaniale des Blaches classée en zone naturelle d'intérêt écologique, faunistique et floristique (ZNIEFF) dans son ensemble et qui héberge de nombreuses espèces animales et végétales.

### Patrimoine culturel
La commune est desservie par la bibliothèque intercommunale de Villeneuve-de-Marc - Meyssiez qui se situe dans le village voisin de Villeneuve-de-Marc.

### Héraldique
| Blason de Meyssiez | Blason  | Coupé : au 1er d'azur chargé, à dextre, de saint André au naturel, vêtu d'or, brochant sur un flanchis d'argent accosté des lettres capitales S et A du même et, à senestre, d'une amphore d'or, au 2d d'or à un dauphin d'azur, barbé, crêté, lorré, oreillé et peautré de gueules ; à la fasce d'argent maçonnée de sable brochant sur la partition. Devise / CriLiberté, Immunité, Franchise |
| Blason de Meyssiez | Détails | Le statut officiel du blason reste à déterminer. |

## Pour approfondir